# Décès en 1274
Décès
- 1270
- 1271
- 1272
- 1273
- 1274
- 1275
- 1276
- 1277
- 1278

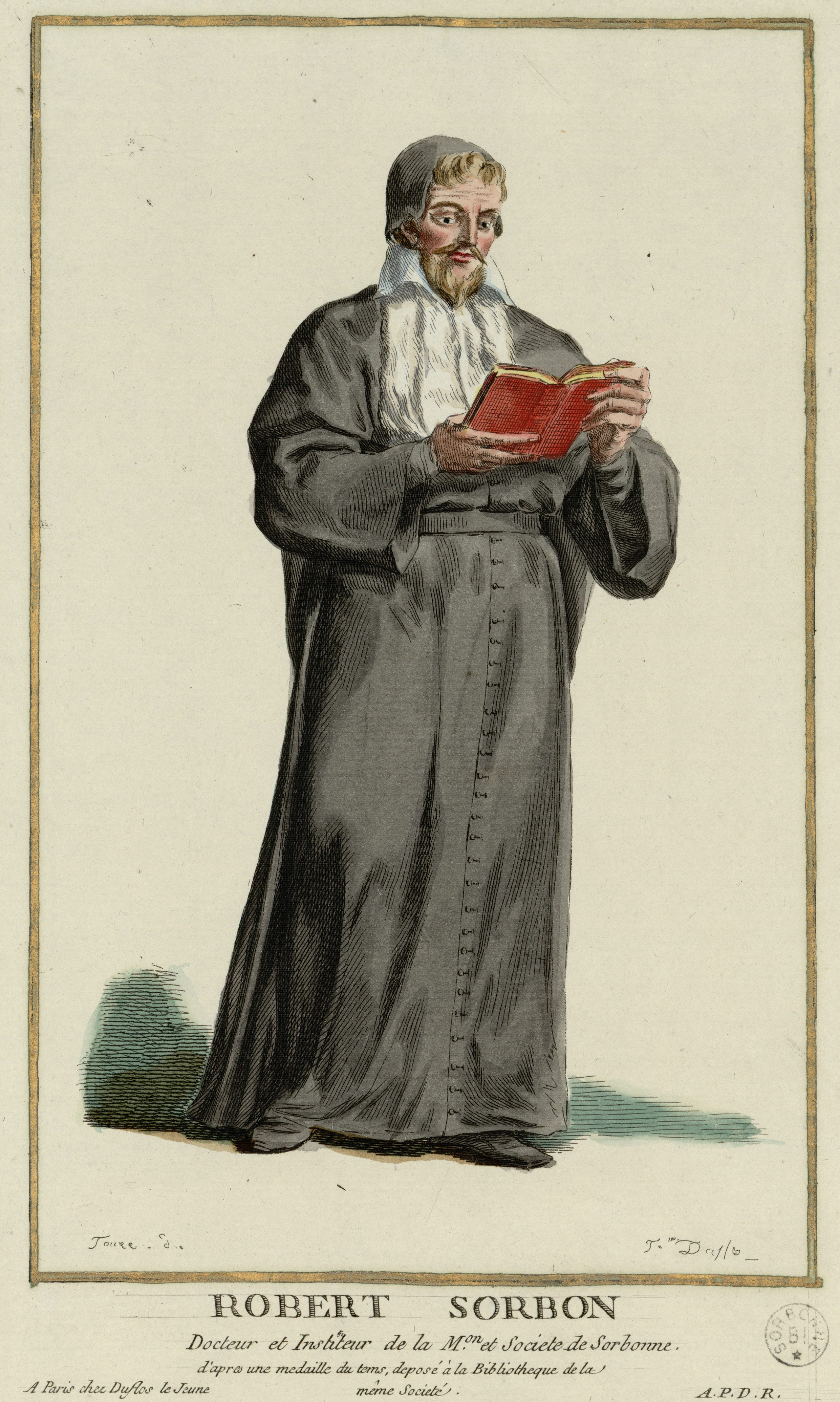
Robert de Sorbon, mort en 1274.

Cette page dresse une liste de personnalités mortes au cours de l'année 1274 :
- 28 janvier : Odilon de Mercœur, évêque de Mende.
- 1er mars : Geoffroy de Lusignan, seigneur de Jarnac.
- 7 mars : Thomas d'Aquin, théologien et philosophe italien, surnommé parfois le docteur angélique et le prince de la scolastique.
- 31 mars : Raymond IV de Mévouillon, baron de Mévouillon.
- 3 mai : Áed mac Felim Ua Conchobair, roi de Connacht.
- 26 juin : Nasir ad-Din at-Tusi, astronome, près de Bagdad.
- 6 juillet : Jean Ier d'Amboise, seigneur d'Amboise.
- dans la nuit du 12 au 13 juillet : Bonaventure de Bagnoregio, théologien, archevêque, cardinal, Docteur de l'Église (surnommé le « Docteur séraphique »), ministre général des franciscains, il est, à l'instar de Jean Duns Scot et Thomas d'Aquin, l'un des piliers de la théologie chrétienne.
- 15 juillet à Lyon : Bonaventure de Bagnorea (né v. 1217), théologien italien et général des franciscains, surnommé le docteur séraphique, surtout connu pour ses écrits spirituels.
- 22 juillet : Henri Ier de Navarre, dit « le Gros », est roi de Navarre,comte de Champagne (sous le nom d'Henri III de Champagne).
- 23 juillet : Wonjong, 24e Roi de Goryeo.
- 8 août : Eudes de Lorris, évêque de Bayeux.
- 12 août à Acre (Israël) : Olivier de Termes, chevalier occitan, chef du contingent français de Terre Sainte.
- 15 août : Robert de Sorbon, théologien français, fondateur de la Sorbonne.
- 1er septembre : Douceline de Digne, sainte de l’Église catholique romaine.
- 2 septembre : Prince Munetaka, sixième shōgun du shogunat de Kamakura.

- Marie de Bourbon-Dampierre, dame de haut lignage issue des maisons de Dampierre et de Bourbon.
- Buqa Temür, khan djaghataïde qui règne sur la Transoxiane, au sud du khanat de Djaghataï.
- Jean d'Essay, évêque de Coutances.
- Pierre de Charny, archevêque de Sens.
- Hugues IV de Rodez, comte de Rodez, vicomte de Carlat, vicomte de Creyssel et seigneur de Scorailles.
- Jacqueline de Septisoles, amie et disciple de François d'Assise, béatifiée par l'Église catholique.
- Savary IV de Thouars, 25e vicomte de Thouars.
- Nasir al-Din al-Tusi, Abū Jaʿfar Muḥammad ibn Muḥammad ibn al‐Ḥasan Naṣīr al‐Dīn al‐Ṭūsī, philosophe, mathématicien, astronome et théologien perse musulman.
- Ibn Saïd, géographe, historien et poète arabe andalou.
- Sadr al-Dîn al-Qûnawî, ou Sadr Ud Dîn Muhammad Ibn Is-hâq Ibn Muhammad Ibn Yûnus Al Qûnawî, soufi, un théologien et un spécialiste du hadith.
- Song Duzong, quinzième empereur de la dynastie Song et le sixième des Song du Sud.
- William, 2e comte de Ross.

## Crédit d'auteurs
- Cet article est partiellement ou en totalité issu de l'article intitulé « 1274 » (voir la liste des auteurs).